# EIF2A
EIF2A‏ (Eukaryotic translation initiation factor 2A) هوَ بروتين يُشَفر بواسطة جين EIF2A في الإنسان.